# Elisabeth De Vylder
Elisabeth Charlotta De Vylder, född Lundberg den 11 november 1875 i Lund, död 9 mars 1964 i Stockholm, var en svensk folkhögskolepionjär. Hon var en av grundarna till Matarengi folkhögskola i Tornedalen.

## Biografi
Elisabeth De Vylders far Birger Lundberg var perukmakare med radikala idéer: metodist, radikalpacifist, tobaks- och alkoholmotståndare, djurskyddsvän och vegetarian. Elisabeth De Vylder genomgick folkskolan med framgång men fadern ville att varken hon eller bröderna skulle ta studenten, med argumentet att ”fattiga studenter finns det alltför gott om”. Istället uppmuntrade han henne till musikstudier och hon spelade piano och tog sånglektioner.
Redan vid 13 års ålder träffade hon sin blivande make Ludvig De Vylder då han kom till hennes hem för att undervisa en av bröderna i tyska. Han hade vuxit upp i Tyskland med en svensk far och som tonåring kommit till Lund för att bo hos sin faster, filantropen Maria Ribbing, född de Vylder, och hennes man medicinprofessorn Seved Ribbing. Ludvig De Vylder studerade historia och språk vid Lunds universitet och började engagera sig även i Elisabeth De Vylders studier. Han såg till att hon fick ta privatlektioner i engelska och sedan följa kurserna i engelska vid universitetet. Han undervisade henne själv i konst och litteratur och de började läsa poesi tillsammans, något de fortsatte med under hela äktenskapet. De förlovade sig hemligt när Elisabeth De Vylder var 16 år.

### Folkhögskoleengagemang
Maria och Seved Ribbing var starka anhängare av folkhögskoleidén och Ludvig De Vylder avbröt så småningom sina planer på en akademisk karriär och blev folkhögskollärare på vinterkursen vid Lunnevads folkhögskola. Elisabeth De Vylder besökte honom, och det hon såg där gav starka intryck; hon beslöt att själv välja samma bana. Hon genomgick därför en tremånaderskurs i vävning vid Thora Kulles vävskola i Lund 1894 och började läsa in de övriga ämnen hon ville undervisa i. Redan sommaren 1895 fick hon tjänst som vävlärarinna vid Lunnevads kvinnliga sommarkurser och fortsatte där ytterligare två somrar. Här kom hon bland annat i kontakt med Malin Holmström-Ingers, dotter till föreståndarparet på Hvilans folkhögskola, som var engagerad i tidens debatt och gärna framförde egna åsikter och tankar. De blev nära vänner och Malin Holmström-Ingers introducerade Elisabeth De Vylder till ny litteratur som tog upp tidens aktuella frågor.
Hösten 1896 reste Ludvig och Elisabeth De Vylder, som nu var officiellt förlovade, till Bodens nystartade folkhögskola för att arbeta som lärare. De stannade under två vintrar och Elisabeth De Vylder undervisade de kvinnliga eleverna i sömnad, vävning, gymnastik och unison sång. Under sommaren 1898 arbetade hon även som lärare vid Katrinebergs folkhögskola i Halland, på den nystartade sommarkursen för kvinnor.
Elisabeth De Vylders mor Marie Lundberg, född Brunberg, dog strax före hennes giftermål. Ludvigs mor var död sedan länge. Istället blev ”faster Maria”, Maria Ribbing, ett stort stöd för både Elisabeth De Vylder och hennes make under många år. Maria Ribbing var personligen bekant med företrädare för den danska folkhögskolerörelsen och tog Elisabeth De Vylder med sig för ett besök vid den berömda folkhögskolan i Askov på Jylland under hösten 1898, vilket blev en avgörande upplevelse för henne. Det som framförallt attraherade Elisabeth De Vylder var den anda hon mötte på Askov, som knöt samman kristen tro och vetande, präglades av öppenhet och vidsynthet inför olika kulturella uttryck, och formade en gemenskap där sången stod i centrum.
Efter erfarenheterna i Boden växte drömmen om att grunda en egen, helt ny folkhögskola i nordligaste Sverige. Efter att paret gift sig flyttade de under sommaren 1899 till Matarengi (Övertorneå) i Tornedalen för att starta folkhögskoleverksamhet och här kom de att stanna fram till 1911. Arbetet blev mödosamt men framgångsrikt. Ingenting var förberett, materialbristen var under alla år svår, även livsmedlen tog slut periodvis och det var svårt med transporterna – till Haparanda var det sju mil på dålig landsväg och närmaste järnväg låg drygt 18 mil bort. Skolans ekonomi var också mager. Många av eleverna kunde inte svenska; Elisabeth De Vylder lärde sig så småningom grundläggande ord och uttryck på meänkieli och verksamheten bedrevs genom en kombination av svenska och meänkieli. Hon hade det övergripande husmorsansvaret men ansvarade även för huvuddelen av undervisningen på den kvinnliga kursen.
Det rådde stor fattigdom i Tornedalen och människors kost var torftig. Sjukvården var outvecklad och tuberkulos drabbade många. Skolan såg därför som sin uppgift att reformera kosthållningen och hushållsläran fick en viktig roll. De kvinnliga eleverna fick lära sig laga näringsrik mat och Elisabeth De Vylder introducerade även grönsaksodling. Man undervisade i husdjurens vård och ett litet mejeri skapades där eleverna fick lära sig separering och smörberedning. Inom hälsoläran undervisades om kvinnohygien och hur man förebygger sjukdomar och sköter sjuka; inom barnavården fick eleverna praktik genom att bada och byta på Elisabeth De Vylders egna småbarn. Hon undervisade även i sömnad och vävning och här lades stor vikt vid tillverkning av nödvändighetsartiklar som strumpor, handdukar och tyg till kläder. I utbildningen ingick även gymnastik och sång, liksom föreläsningar om kvinnliga förebilder som Fredrika Bremer och Florence Nightingale.
Maken beslöt så småningom att börja studera teologi och prästvigdes under Matarengitiden. Han reste mycket i bygden i kyrkliga förrättningar; Elisabeth De Vylder fick ansvara för att den dagliga skolverksamheten fungerade och blev därför mycket bunden. År 1902 fick hon dock ett stort statligt stipendium och kunde genomföra en studieresa på egen hand, då hon bland annat besökte olika hantverksutställningar i södra Sverige och återvände för några veckor till Askovs folkhögskola. Väl tillbaka lämnade hon inte Matarengi igen förrän 1909.
Elisabeth De Vylder födde åtta barn, varav de fem första i Matarengi; paret De Vylder tog också en föräldralös tonårspojke som fosterson. Bland barnen märks Marie-Louise de Vylder-Lehmann, Maj Kullenberg, Klas De Vylder och Birgitta de Vylder-Bellander. Förutom allt arbete som lärare och husmor tillkom alltså alla graviditeter, förlossningar och omsorgen om barnen, som i skolåldern undervisades i hemmet. Varje förlossning följdes av två veckor i sängen och hon brukade säga att det var då hon hade tid att återhämta sig och hinna läsa. När familjen 1911 lämnade Tornedalen för Katrinebergs folkhögskola i Halland, där maken fått ny tjänst som rektor, var det främst på grund av barnen som tålde mörkret och kylan dåligt och ofta var sjuka.
I Tornedalen fanns laestadianismen att ta hänsyn till, i Halland var schartauanismen utbredd och dess stränga regler påverkade Katrinebergs verksamhet. Speciellt drabbade detta Elisabeth De Vylder; kritiker menade att skolans anseende skadades om hon talade offentligt eller visade sig ute efter sina förlossningar utan att först ha blivit kyrktagen. Först efter att den statliga folkhögskoleinspektören varit där och berömt skolans verksamhet minskade problemen. I Katrineberg, där hon alltså undervisat redan tidigare, ansvarade Elisabeth De Vylder nu för den kvinnliga sommarkursen och för lanthushållsskolan. Även här byggde hon utbildningen utifrån uppfattningen om hemmet som kvinnans speciella arbetsplats. Hemvård, barnavård och sjukvård blev således centrala ämnen även på Katrineberg och inte minst frågor relaterade till kvinnors reproduktiva hälsa, vilket ansågs mycket kontroversiellt. Seved Ribbing var en återkommande föreläsare på de kvinnliga sommarkurserna. Modern bakteriologi, pastörisering och vikten av antiseptik stod på schemat liksom undervisning i sjukvårdens historia. Sången hade en speciell plats i Elisabeth De Vylders hjärta eftersom den bidrog till den speciella folkhögskoleandan.
Elisabeth De Vylder införde under sin tid på Katrineberg även semesterveckor på skolan för arbeterskor, då de fick möjlighet att delta i lektioner och föreläsningar. Hon genomförde också för första gången i Sverige semesterdagar för husmödrar i lanthushåll, som bjöds in under en dag för att höra föredrag, titta på skolans verksamhet och äta en god middag. Detta var ett arrangemang som blev mycket populärt; första gången kom 350 deltagare från hela Halland. Ambitionen att nå landsbygdens kvinnor utmynnade även i så kallade kvinnodagar, med demonstrationer av konservering och med föredrag om till exempel ”Kvinnan och hemmet” och om husmodersrörelsen.

### Övriga engagemang
Elisabeth De Vylder och hennes make var bägge helnykterister och grundade i Matarengi en lokal Blåbandsförening på skolan. Hon etablerade även kontakter med Föreningen för Svensk Hemslöjd under nödåren i Tornedalen 1902–1903 då föreningen stödköpte slöjdarbeten som eleverna tillverkat, för att hjälpa familjerna. I Katrineberg startade hon en lokal Röda Korset-krets och var dess ordförande under 19 år. Hon engagerade sig även i det lokala skolrådet.

### Sista åren
Efter pensioneringen från Katrineberg 1935 flyttade Elisabeth De Vylder och hennes make först till Lund och sedan 1942 till Nockeby i Stockholm. Efter makens död 1944 började hon skriva sina memoarer. Framförallt var det med tanke på barnen, men en del av det omfångsrika materialet publicerades även under titeln Så minns jag det: folkhögskoleminnen och tidsbilder, 1957. Hennes memoarer torde utgöra en av de bästa källorna till kunskap om de tidiga folkhögskolemödrarnas insatser och arbetssituation.
Elisabeth De Vylder avled 1964 i Saltsjöbaden. Hon är gravsatt på Bromma kyrkogård.